# Justus Christian Loder

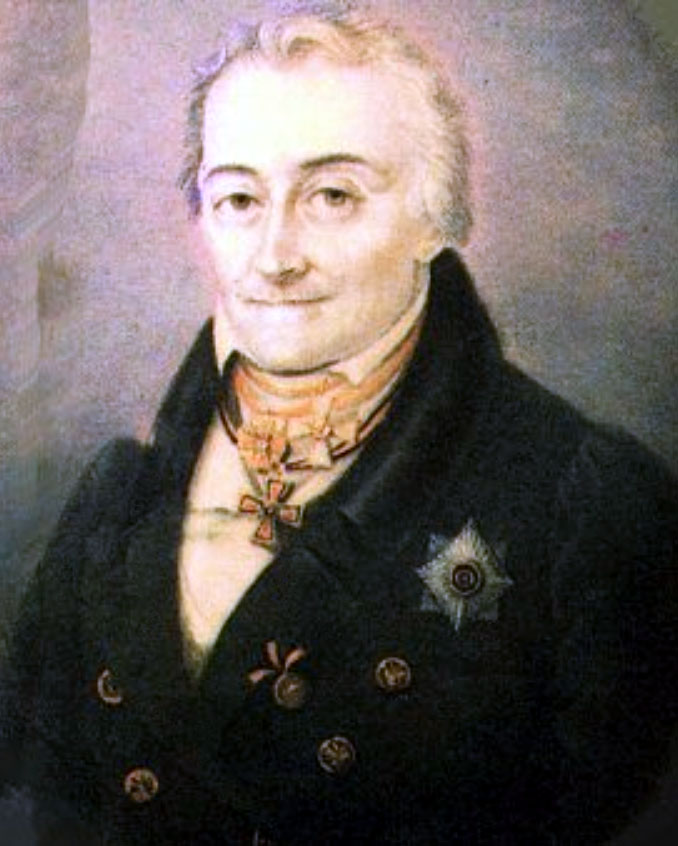
Justus Christian Loder, nach 1808

Ferdinand Justus Christian Loder, ab 1809 von Loder (* 12. März 1753 in Riga; † 16. April 1832 in Moskau) war ein deutsch-baltischer Mediziner, Anatom, Chirurg und Leibarzt des russischen Kaisers Alexander I. Sein zwischen 1794 und 1803 entstandenes Hauptwerk Tabulae anatomicae war die zu seiner Zeit bedeutendste systematische und vollständige Sammlung von Abbildungen des menschlichen Körpers.

## Leben und Werk

### Jugend und Studium
Justus Christian Loder wuchs als Sohn des Gymnasialdirektors und Diakons Johann Loder (* 4. Januar 1687 in Burgbernheim; † 5. September 1775 in Riga) und dessen am 4. Mai 1731 geheirateten Frau der Hofgerichtsadvokatentochter Helene Kappel in Riga auf. Auch hatte er Geschwister wie den ehemaligen Theologen Martin Gottlieb Loder (* 11. November 1739 in Riga; 15. Mai 1806 in Wolmar), welcher Pfarrer und Probst in Wolmar wurde. Von 1769 bis 1773 besuchte er das dortige Gymnasium, wo neben seinem Vater die Lehrer Johann Benjamin Erdmann (* 1732 Waltershausen/Gotha; † Juni 1783 in Riga) und Johann Ferdinand Hollenhagen (* um 1711 in Bauske; † 11. März 1782 in Riga) einen prägenden Einfluss auf den jungen Loder ausübten. Bereits während seiner Schulzeit trat er als Übersetzer des dritten Teils von Leonhard Eulers Lettres à une princesse d’Allemagne (1772) und die Beschreibung von Kamtschatka von Stepan Petrowitsch Krascheninnikow (1773) auf.
Im September 1773 ging er zum Medizinstudium an die Göttinger Universität. In Göttingen fand er im Haus von August Ludwig von Schlözer Aufnahme, wo er während seiner gesamten Studienzeit wohnte. Loder besuchte die medizinischen Vorlesungen von Ernst Gottfried Baldinger, Johan Andreas Murray, Heinrich August Wrisberg und Ernst Johann Friedrich Stromeyer (1750–1830). Des Weiteren frequentierte er Ausführungen von Johann Beckmann, Johann Christian Polycarp Erxleben, Johann Friedrich Blumenbach, Johann Peter Miller, Christian Gottlob Heyne, Johann Christoph Gatterer, Johann Georg Heinrich Feder und Georg Jacob Friedrich Meister. In jener Zeit übersetzte er weitere naturwissenschaftliche Schriften, darunter das Werk von Louis Vitet (1736–1809) zur Vieharzneykunst (1776). Am 27. August 1777 verteidigte er seine Inauguralarbeit commodis, quae ex rei mertatoriae studio in medicinam permanare possint und wurde daraufhin am 18. September desselben Jahres zum Doktor der Medizin promoviert.

### Jenaer Jahre

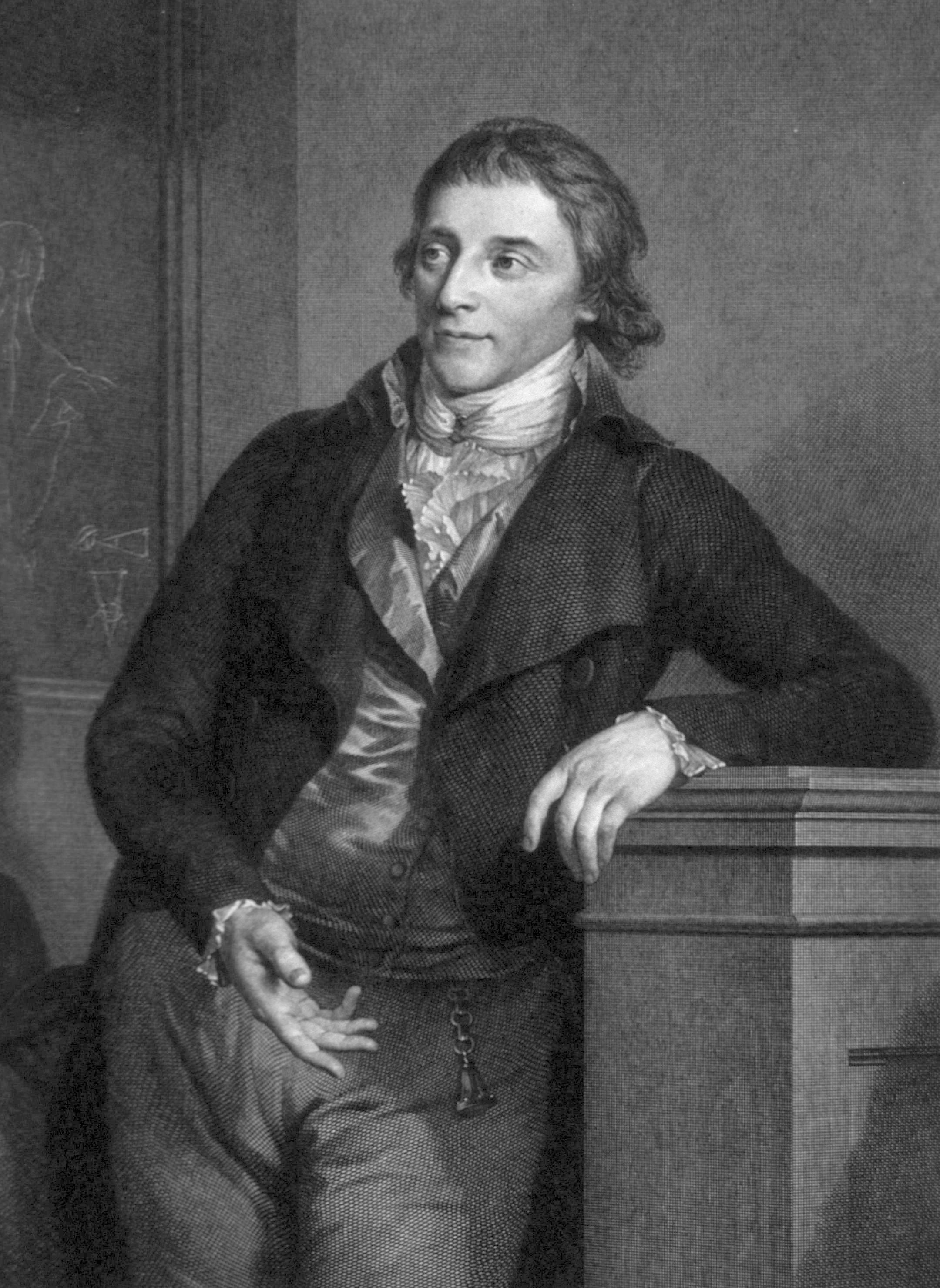
Justus Christian Loder als Jenaer Professor. Stich von F. Müller nach einem Gemälde von Johann Friedrich August Tischbein von 1798.

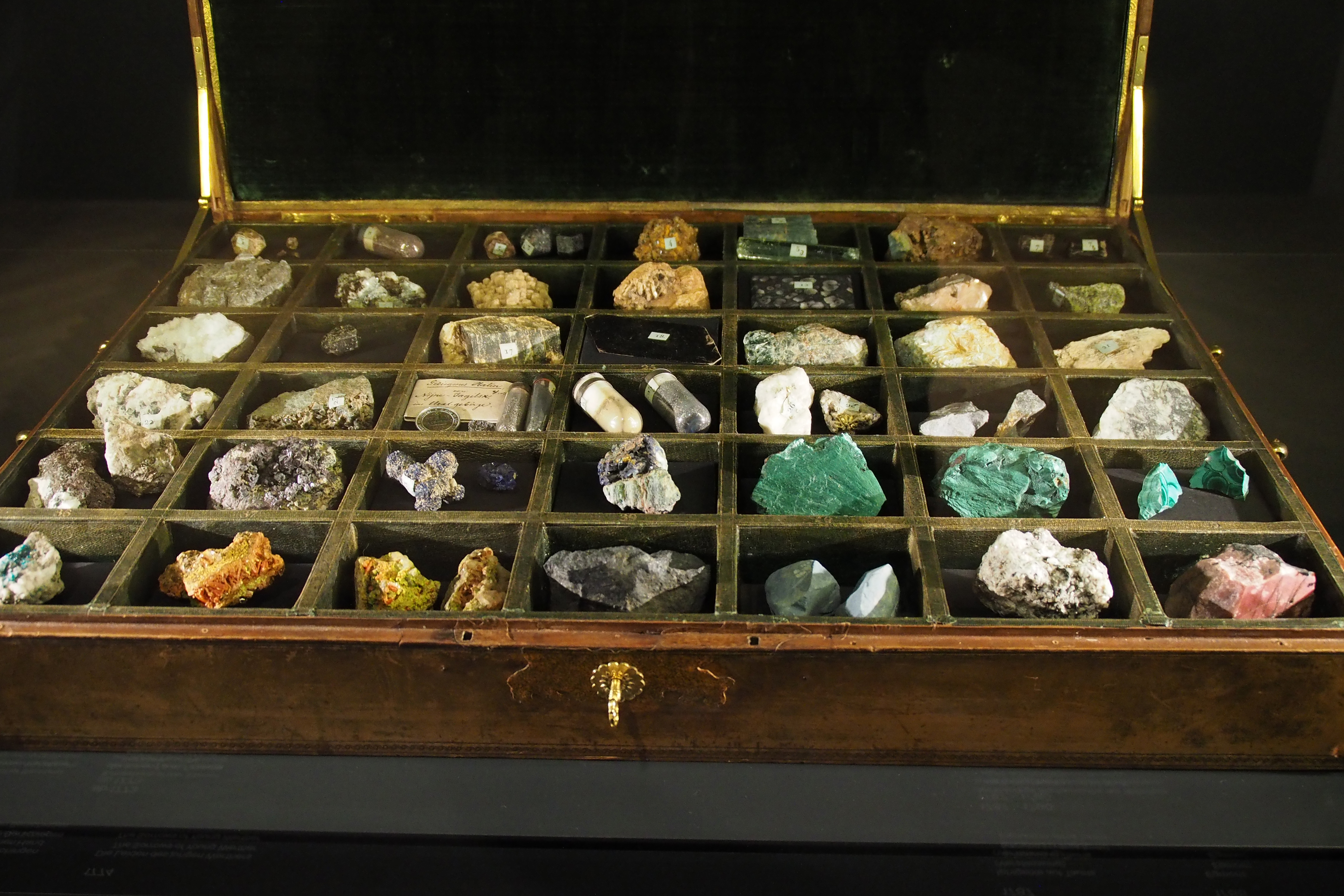
Von Loder 1828 an Goethe gesandter Lederkoffer mit sibirischen Mineralen

Am 19. September 1778 wurde Loder als Professor der Medizin, für die Fächer Anatomie, Chirurgie und Geburtshilfe an die Universität Jena berufen. Nachdem er sich in Jena 1779 den akademischen Grad eines Magisters der Philosophie (Dr. phil.) erworben hatte, begab er sich in den Jahren 1780 und 1781 auf Kosten des Herzogs Karl August von Sachsen-Weimar-Eisenach auf eine Reise in die Niederlande, nach Frankreich und England. In den Niederlanden lernte er in Groningen Peter Camper, in Leiden Eduard Sandifort, in Amsterdam Andreas Bonn (* 17. Juni 1738, in Amsterdam; 2. September 1817 ebd.) und in Den Haag den Juristen und Naturforscher Pieter Lyonet kennen.
In Paris wohnte er drei Monate im Haus von Pierre-Joseph Desault, machte die Bekanntschaft von Pierre Charles Alexandre Louis, Félix Vicq d’Azyr, Louis Jean Marie Daubenton, Antoine Portal (* 5. Januar 1742 in Gaillac; † 23. Juli 1832 in Paris) und hörte Kurse zur Geburtshilfe bei Jean-Louis Baudelocque. In Rouen arbeitete er vier Monate lang am dortigen Militärhospital Hotel-Dieu unter dem Chirurgen Jean Pierre David (* 1737 in Gex; † 21. August 1784 in Rouen). Fünf Monate brachte er in London bei William Hunter zu, wo er Umgang mit  Joseph Banks, John Schelden (* 6. Juli 1752 in London; † 8. Oktober 1808), William Cumberland Cruikshank, Matthew Baillie, Percivall Pott, John Hunter und William Farquharson (1760 in Edinburg; † 1822 ebd.) hatte. In dieser Form seine wissenschaftliche Kenntnisse erweitert kam er wieder nach Jena. Nach seiner Rückkehr 1782, errichtete er in Jena ein anatomisches Theater, die Entbindungsanstalt Accouchierhaus, ein medizinisch chirurgisches Krankenhaus und ein Naturalienkabinett. Von Karl August von Sachsen-Weimar-Eisenach wurde er 1781 zum Leibarzt, 1782 zum Hofrat und aufgrund seiner Verdienste 1799 zum geheimen Hofrat ernannt. Auch als Physikus von Jena und des selbigen Kreises engagierte er sich.
Als Leiter des Jenaer Naturalienkabinetts legte er – auf Initiative seines naturwissenschaftlich interessierten Landesherrn und dessen Geheimen Rat Johann Wolfgang von Goethe – eine Sammlung von mehr als 4.000 anatomischen Objekten an, die er allerdings bei seinem Weggang aus Jena im Jahr 1803 mitnahm. Während seiner 25-jährigen Tätigkeit in Jena entstanden eine Reihe medizinischer Schriften, unter denen seine zwischen 1794 und 1803 entstandenen Tabulae anatomicae quas ad illustrandam humani corporis fabricam (dt. Anatomische Tafeln zur Beförderung der Kenntniß des menschlichen Körpers, mit teutschem und lateinischen Text) als die zu seiner Zeit bedeutendste systematische und vollständige Sammlung von Abbildungen des menschlichen Körpers besonders herausragen. Zwischen 1797 und 1801 gab er das Journal für die Chirurgie, Geburtshülfe und gerichtliche Arzneykunde heraus, das in vier Bänden erschien. In Jena beteiligte sich Loder auch an den organisatorischen Aufgaben der Salana. So war er Dekan der medizinischen Fakultät und in den Wintersemestern 1781, 1788, 1797, sowie im Sommersemester 1799 Rektor der Alma Mater.
In seiner Jenaer Zeit pflegte Loder enge Kontakte zu Christoph Wilhelm Hufeland und Goethe. Von Loder erlangte Goethe seine Kenntnisse in Anatomie und erlernte bei ihm das Präparieren. Aus dieser Zusammenarbeit ergab sich auch Goethes gemeinsam mit seinem Freund Loder gemachte Wiederentdeckung des menschlichen Zwischenkieferknochens (1784) in der Jenaer Anatomie (Anatomieturm). Auch Alexander von Humboldt und Wilhelm von Humboldt, die gemeinsam mit Goethe 1797 an einem Präparierkurs Loders teilnahmen, sowie Barthel von Siebold, dessen Dissertation Loder später betreute, wurden seine Schüler. Loder galt in dieser Zeit als bedeutendster Anatom Deutschlands und machte sich neben der Forschungs- und Lehrtätigkeit in seinem eigentlichen Fachgebiet, auch als Gerichtsmediziner, Augenarzt, Physiologe und Geburtshelfer verdient.
Loder war Mitglied der Weimarer Freimaurerloge Anna Amalia, in der er am selben Tag wie Goethe 1781 zum Gesellen befördert und gemeinsam mit Goethe und Herzog Karl August 1783 zum Meister erhoben wurde. Er wurde am 10. Dezember 1803 in Halle bei der Loge Zu den drei Degen affilert, der er bis 1811 angehörte.

### Halle und Königsberg
1803 wechselte er als preußischer Geheimrat an die Universität in Halle, wo er neben seiner Lehrtätigkeit als Professor der Medizin erneut durch die Gründung eines Krankenhauses und einer Klinik zur Geburtshilfe hervortrat. Nach dem Einzug der Franzosen in Halle infolge ihres Sieges in der Schlacht bei Jena und Auerstedt im Jahr 1806 schlug er das Angebot einer Aufnahme in den Staatsdienst aus und folgte stattdessen der preußischen Königsfamilie in ihr Exil nach Königsberg. Hier wurde er 1808 königlich preußischer Leibarzt Friedrich Wilhelms III. von Preußen, erhielt er am 27. November 1809 für seine Verdienste das preußische Adelsdiplom und wurde zum wirklichen Staatsrat sowie Leibarzt ernannt.

### Kaiserlich-russischer Leibarzt in Moskau
Anschließend ging er nach Sankt Petersburg und Moskau und wurde von Zar Alexander I. 1810 zu dessen Leibarzt und kaiserlich-russischem Staatsrat ernannt. Während der französischen Besetzung Moskaus im Zuge des Russlandfeldzuges Napoleons pflegte er russische Verwundete in eigens zu diesem Zweck errichteten Militärhospitälern. Zwischen 1813 und 1817 leitete er das Moskauer Militärkrankenhaus und erweiterte es in dieser Zeit um einen eigenen Trakt für Offiziere, der durch eine Spende von 25.000 Rubeln der Moskauer Kaufmannschaft finanziert wurde. 1818 kaufte Zar Alexander Loders anatomische Sammlung für 50.000 Silberrubel und stiftete sie der Moskauer Universität. In dem unter seiner Leitung gebauten und vom Zaren mit 100.000 Rubeln finanzierten neuen Anatomiegebäude, das 1819 eingeweiht wurde, lehrte Loder in den nächsten Jahren als Honorarprofessor der Medizin. In dieser Zeit veröffentlichte er noch ein lateinisches Handbuch der Anatomie (Elementa anatomiae humani corporis, 1823) und gab ein Verzeichnis der Präparate der Moskauer anatomischen Sammlung (Index praeparatorum aliarumque rerum ad anatomen spectantium, 1823) heraus. Seine letzte Schrift veröffentlichte er nach der Moskauer Choleraepidemie des Jahres 1830. Nach seinem Tod am 16. April 1832 wurde in der anatomischen Sammlung der Moskauer Universität zu seinen Ehren eine Marmorbüste aufgestellt.
Loder war seit 1794 Ehrenmitglied der Akademie der Wissenschaften in Sankt Petersburg und seit 1809 korrespondierendes sowie seit 1812 Ehrenmitglied der Preußischen Akademie der Wissenschaften. Außerdem gehörte er der königlichen Gesellschaft der Wissenschaften in Göttingen und anderer Gelehrtengesellschaften und Vereinen in Moskau, Wilna, Paris, Wien, Padua, Zürich, Erlangen, Hanau, Jena, Halle an. Er erhielt den St. Annen-Orden zweiter Klasse mit Brillanten, das Großkreuz des St. Wladimirordens 2. Klasse und war Ritter des königlich preußischen roten Adlerordens 2. Klasse. Er war Präsident des Kirchenrats der Moskauer evangelischen Gemeinde in St. Michael, Mitglied der kaiserlich russischen Gesetzeskommission, Mitglied der Moskauer Ritterschaft und des medizinischen Reichskollegiums.
Die Stadt Jena benannte eine Straße nach ihm. Der Asteroid (55772) Loder wurde am 10. November 2003 nach ihm benannt.

## Familie
Loder war zwei Mal verheiratet. Seine erste Ehe schloss er am 27. September 1778 in Göttingen mit Wilhelmine Dorothea Victoria Röderer (* 15. Juli 1756 Göttingen; † 5. Juli 1791 in Jena), der Tochter des Professors der Geburtshilfe in Göttingen Johann Georg Roederer  (* 15. Mai 1726 in Straßburg; † 4. April 1768 ebd.) und dessen Frau Elisabeth Clara Wahl (* 3. Februar 1735 in Gießen; † 1758 in Göttingen). Seine zweite Ehe schloss er am 26. Dezember 1792 in Göttingen mit Charlotte Luise Auguste Richter (17. Mai 1773 in Göttingen; † 1847), der Tochter des Medizinprofessors August Gottlieb Richter (1742–1812). Aus den Ehen stammen Kinder. Von diesen kennt man:
- Eduard Loder (* 4. August 1786 in Jena; † 23. Dezember 1812 in Königsberg/Preußen) außerordentlicher Professor der Medizin
- Bertha Loder (* 26. Juli 1788 in Jena; † 23. Oktober 1789 ebd.)
- Hermann Loder (* 21. August 1791 in Jena; † 13. September 1791 ebd.)
- Ida Auguste Loder (* 13. Juni 1794 in Jena; † 22. August 1795 ebd.)
- Bertha Loder (24. September 1796 in Jena; † 1842) ⚭ Carl von Lützow (Kammerherr) (1794–1868), mecklenburgischer Kammerherr und Schlosshauptmann, Mutter von Carl von Lützow
- August Loder (* 1804 in Halle; † 1810)

## Veröffentlichungen (Auswahl)
- Uebersetzung des dritten Theils von Eulers lettres a une Princesse d’ Allemagne. Riga/Leipzig 1772.
- Einige einzelne philosophische Abhandlungen. 1773.
- Herrn Vitet’s Unterricht in der Vieharzneykunst; aus dem französischen übersetzt, mit Anmerkungen von Joh. Polykarp Erxleben. des 1. Teils 2. Band von der Bildung und dem Nutzen der Theile bey dem Pferde und Rindviehe. Lemgo 1776.
- Diss. Synchondroseos ossium pubis sectionem in partu difficili instituendam denuo expendit. Göttingen 1778 (books.google.de).
- Diss. Primae lineae neurologiae corporis humnai Comment. I. Pro Loco. Jena 1778.
- Anatomisches Handbuch. Jena, 1788, Band  1, reader.digitale-sammlungen.de; 2. Auflage ebenda 1800.
- Beobachtungen und Erfahrungen über die Balggeschwülste und deren Ausrottung. Leipzig 1793. (herausgegeben und aus dem lateinischen übersetzt von Bernhard Heinrich Jakobsen, reader.digitale-sammlungen.de).
- Chirurgisch-medicinische Beobachtungen, mehrentheils in der herzogl. sachsen-weimarischen Krankenanstalt zu Jena gesammelt. Band 1. Weimar 1794.
- Chirurgisch-medicinische Beobachtungen, mehrentheils in der Herzoglich Sachsen-Weimarschen medicinisch-chirurgischen Kranken-Anstalt zu Jena. Jena 1794.
- Dissertatio Inauguralis Medico-Chirurgica De Necrosi Ossium. Typis Goepferdtii, Jena 1794 (Digitalisat).
- Ordinis Medici Ienensis Decanus Iust. Christ. Loder, D. Solemnem Panegyrin Dignissimi Medicinae Candidati Ioannis Abrahami Albers Bremani A. D. XXX. Martii [MD]CCLXXXXV Pvblice Habendam Incidit. Jena 1795 (Digitalisat).
- Observationis scroti per sphacelum destructi et reproductionis ope restituti. Jena 1795 (Digitalisat).
- Anatomische Tafeln zur Beförderung der Kenntnis des menschlichen Körpers. und lateisch unter dem Titel: Tabulae anatomicae quas ad illustrandam humani corporis fabricam. Jena 1794–1803; 2. Bände mit Kupfertafeln und 4 Bände. Text; (Band 1, 1794 books.google.de; 1803, Band  1, reader.digitale-sammlungen.de; Band  2 books.google.de).
- als Hrsg.: Journal der Chirurgie, Geburtshülfe und gerichtlichen Arzneykunde. Jena 1797, Band 1, reader.digitale-sammlungen.de; Jena 1800, 2. Band, reader.digitale-sammlungen.de; Jena, 1802, 3. Band, reader.digitale-sammlungen.de; Jena 1806, Band 4, (reader.digitale-sammlungen.de)
- Grundriß der Anatomie des menschlichen Körpers. Zum Gebrauche bei Vorlesungen und Secir-Uebungen. Jena, 1806, Band  1, (reader.digitale-sammlungen.de)
- Oratio die inaugurationis novi Theatri Anatomici X. Nov. 1819 publice habita: Adiecta est versio Rossica; cum tab. aen. Moskau 1819 (reader.digitale-sammlungen.de)
- Anfangsgründe der Chirurgie. Jena 1800, 1. Band.
- Ausführliche anatomische Beschreibung des menschlichen Körpers, Zum Gebrauch beim Selbststudium. Erfurt 1803, 2 Bände.
- Verba, quibus auditores hortatus est. Moskau 1820.
- Index praeparstorum aliarumque rerum ad anatomen spectantium, quae in museo caesaerae univertatis Mosquensis servantur. Moskau 1823; 2. Auflage ebenda 1826.
- Elementa anatomiae humani corporis, quae tironibus artis medicae apud caesaream Mosquensem universitatem honorarius ejus sodalis Justus Christianus a Loder etc. exposuit. Moskau/Riga/Dorpat 1823, Vol. I. (books.google.de)
- Ueber die Bereitung künstlicher Mineralwasser nach der Methode des Hrn. D. Struve zu Dresden. Moskau 1825.
- Ueber die Cholera-Krankheit. Ein Sendschreiben. Königsberg 1831 (reader.digitale-sammlungen.de)
- Zusätze zu seiner Schrift über die Cholera-Krankheit. Königsberg 1831 (reader.digitale-sammlungen.de)
- als Hrsg.: Robert Wallace Johnson’s neues System der Entbindungskunst auf praktische Wahrnehmungen gegründet. Leipzig 1782, 2 Bände  (gdz.sub.uni-goettingen.de).